# Constantin Frantzen
Constantin Frantzen (Düsseldorf, 16 marzo 1998) è un tennista tedesco.
Specialista del doppio, ha disputato tre finali nel circuito maggiore, ha vinto diversi titoli nell'ATP Challenger Tour e il suo miglior ranking ATP è stato il 42º posto del giugno 2025. Ha fatto il suo esordio nel circuito maggiore nel 2023. Nelle prove del Grande Slam ha raggiunto i quarti di finale al torneo di Wimbledon 2024.

## Carriera

### Tra gli juniores e primo titolo ITF tra i professionisti
Gioca nell'ITF Junior Circuit tra il 2013 e il 2016, vince solo due tornei minori in doppio e non va oltre il 419º posto nel ranking mondiale di categoria. Alla fine del 2015 fa inoltre le sue prime apparizioni nel circuito professionistico ITF e al suo secondo torneo vince il Futures Fermany F18 in coppia con Alexander Erler con il successo in finale su Kevin Krawietz / Tim Sandkaulen.

### 2016-2021, nei campionati di College statunitensi
Nel 2016 si trasferisce negli Stati Uniti per studiare alla Baylor University di Waco, in Texas, e gioca per alcuni anni nei campionati statunitensi dei College con la squadra di tennis dell'ateneo. Anche durante il soggiorno americano dimostra di essere più competitivo in doppio; nel 2021, alla sua ultima stagione, contribuisce a portare la squadra alla finale NCAA, raggiunge la semifinale NCAA in doppio e viene inserito tra gli All-American di doppio. Nel periodo al College disputa alcuni altri tornei ITF, nel 2019 fa il suo esordio in un torneo dell'ATP Challenger Tour e alla fine del 2021 perde due finali ITF negli Stati Uniti.

### 2022, prime finali Challenger e top 200
Torna in Europa e inizia il 2022 perdendo altre due finali ITF. Tra aprile e maggio vince tre tornei di doppio ITF e torna a giocare nel circuito Challenger. A settembre disputa la sua prima finale in questa categoria al Columbus Challenger e in coppia con Charles Broom
viene sconfitto da Julian Cash / Henry Patten per 2-6, 5-7. Il mese successivo perde di nuovo contro Cash e Patten la finale al Las Vegas Challenger, questa volta in coppia con Reese Stalder. In quel periodo abbandona i tornei ITF dopo aver vinto 5 titoli e a novembre entra nella top 200.

### 2023, primi titoli Challenger, prima finale ATP e 65º nel ranking
Dopo due semifinali Challenger disputate assieme a Hendrik Jebens, nel marzo 2023 raggiunge la finale al Challenger Open Pau-Pyrénées con Julian Cash e perdono 8-10 nel terzo set contro Dan Added / Albano Olivetti. La settimana successiva torna a giocare con Jebens e perdono la finale di Lugano contro Zizou Bergs / David Pel. A fine mese conquista con Jebens il suo primo titolo di categoria al Challenger 100 di Biel/Bienne, lasciando solo 6 giochi in finale agli specialisti Victor Vlad Cornea / Franko Škugor. Dopo aver perso la finale a Mauthausen, a giugno vince con Jebens la prestigiosa Heilbronner Neckarcup, torneo di categoria Challenger 125; al primo turno eliminano le teste di serie nº 1 Romain Arneodo / Sam Weissborn, reduci dal trionfo al Monte Carlo Masters, e in finale hanno la meglio su Cornea / Oswald per 7-6, 6-4. Perdono la finale al successivo Open de Lyon e Frantzen entra per la prima volta nella top 100 del ranking.
I progressi in classifica gli valgono l'accesso diretto al suo primo tabellone principale dell'ATP Tour allo Swiss Open Gstaad e in coppia con Jebens esce di scena al primo turno. Subiscono identica sorte la settimana dopo all'ATP 500 di Amburgo. Riprende l'ascesa in classifica aggiudicandosi con Jebens i titoli Challenger ad Augusta, Como e ai Challenger 125 di Bad Waltersdorf e Orléans. Dopo la sconfitta in finale a Ismaning, nell'ultimo torneo stagionale di Metz vincono i primi incontri ATP in carriera e si spingono in finale, persa in due set contro Jan Zieliński / Hugo Nys, risultati con cui Frantzen chiude la stagione alla 65ª posizione mondiale.

### 2024, quarti di finale a Wimbledon, due finali ATP e 45º nel ranking
All'esordio stagionale la coppia tedesca si spinge fino ai quarti al torneo ATP di Adelaide. Fanno quindi il loro esordio in una prova del Grande Slam agli Australian Open e vengono eliminati al primo turno da Marcelo Arevalo / Mate Pavic. A febbraio Frantzen porta il best ranking al 62º posto. Raggiungono poi la semifinale al Challenger di Pau e a marzo perdono la finale al  Challenger Lugano. Dopo la semifinale persa in maggio al Challenger 175 di Cagliari, tornano a vincere un torneo al Challenger 100 di Mauthausen. Riprendono l'ascesa nel ranking con le semifinali raggiunte agli ATP di Ginevra e sull'erba di Stoccarda – inframmezzate dall'uscita al primo turno nel loro esordio al Roland Garros – e con i quarti di finale disputati all'ATP 500 dell'Halle Open.
Eliminati in semifinale anche ai Mallorca Championships, a Wimbledon si spingono a sorpresa fino ai quarti con le prestigiose vittorie sui numeri 1 e 4 del mondo Matthew Ebden / Rohan Bopanna e sugli altri specialisti Lloyd Glasspool / Jean-Julien Rojer. Vengono eliminati da Neal Skupski / Michael Venus e Frantzen porta il miglior ranking al 53º posto mondiale. Continua l'ascesa dopo la sconfitta in semifinale al successivo ATP 500 Hamburg European Open e sale al 45º dopo aver raggiunto la finale all'Austrian Open Kitzbühel, persa al terzo set contro Alexander Erler / Andreas Mies. Non superano il primo turno agli US Open e il mese dopo vengono sconfitti in finale al nuovo torneo ATP Hangzhou Open da Jeevan Nedunchezhiyan / Vijay Sundar Prashanth. I negativi risultati di fine stagione lo portano fuori dalla top 50 già a ottobre

### 2025, due semifinali ATP 500 e 42º nel ranking
Il momento negativo prosegue nel gennaio 2025 e a fine mese ha fine il sodalizio con Jebens. Inizia a giocare con Alexander Erler e raggiungono le semifinali all'Argentina Open e all'ATP 500 dell'Abierto Mexicano de Tenis. Tornano a mettersi in luce vincendo a marzo il Challenger 125 Tennis Napoli Cup ed escono di nuovo in semifinale al Barcelona Open. Dopo le sconfitte al secondo turno al Madrid Open e al Roland Garros, Frantzen porta il migior ranking al 42º posto. A giugno perdono la finale al Challenger 125 dell'Emilia-Romagna Tennis Cup ed escono poi al terzo turno a Wimbledon.

## Statistiche
Aggiornate al 14 luglio 2025.

### Doppio

#### Finali perse (3)
| Legenda              |
| Grande Slam (0)      |
| ATP Finals (0)       |
| ATP Masters 1000 (0) |
| ATP Tour 500 (0)     |
| ATP Tour 250 (3)     |

| N. | Data              | Torneo                   | Superficie  | Compagno       | Avversari in finale                          | Punteggio           |
| 1. | 11 novembre 2023  | Moselle Open, Metz       | Cemento     | Hendrik Jebens | Hugo Nys Jan Zieliński                       | 4–6, 4–6            |
| 2. | 27 luglio 2024    | Austrian Open, Kitzbühel | Terra rossa | Hendrik Jebens | Alexander Erler Andreas Mies                 | 3–6, 6–3, [6–10]    |
| 3. | 24 settembre 2024 | Hangzhou Open, Hangzhou  | Cemento     | Hendrik Jebens | Jeevan Nedunchezhiyan Vijay Sundar Prashanth | 6–4, 6(5)–7, [7–10] |

### Tornei minori

#### Doppio

##### Vittorie (13)
| Legenda tornei minori |
| Challenger (8)        |
| ITF (5)               |

| N. | Data              | Torneo                                | Superficie  | Compagno        | Avversari in finale                       | Punteggio       |
| 1. | 26 marzo 2023     | Challenger Biel/Bienne, Biel/Bienne   | Cemento (i) | Hendrik Jebens  | Victor Vlad Cornea Franko Škugor          | 6-2, 6-4        |
| 2. | 10 giugno 2023    | Heilbronner Neckarcup, Heilbronn      | Terra rossa | Hendrik Jebens  | Victor Vlad Cornea Philipp Oswald         | 7-6(7), 6-4     |
| 3. | 26 agosto 2023    | Schwaben Open, Augusta                | Terra rossa | Hendrik Jebens  | Constantin Kouzmine Volodymyr Uzhylovskyi | 6-2, 6-2        |
| 4. | 2 settembre 2023  | Città di Como Challenger, Como        | Terra rossa | Hendrik Jebens  | Filip Bergevi Mick Veldheer               | 6-3, 6-4        |
| 5. | 23 settembre 2023 | Bad Waltersdorf Open, Bad Waltersdorf | Terra rossa | Hendrik Jebens  | Marco Bortolotti Francesco Passaro        | 6-1, 6-2        |
| 6. | 1º ottobre 2023   | Open d'Orleans, Orléans               | Cemento (i) | Hendrik Jebens  | Henry Patten John-Patrick Smith           | 7-6(5), 7-6(12) |
| 7. | 11 maggio 2024    | Danube Upper Austria Open, Mauthausen | Terra rossa | Hendrik Jebens  | Ryan Seggerman Patrik Trhac               | 6-4, 6-4        |
| 8. | 29 marzo 2025     | Tennis Napoli Cup, Napoli             | Terra rossa | Alexander Erler | Geoffrey Blancaneaux Albano Olivetti      | 6-4, 6-4        |

##### Finali perse (15)
| Legenda tornei minori |
| Challenger (9)        |
| ITF (6)               |

| N. | Data              | Torneo                                | Superficie    | Compagno        | Avversari in finale           | Punteggio              |
| 1. | 24 settembre 2022 | Columbus Challenger, Columbus         | Cemento       | Charles Broom   | Julian Cash Henry Patten      | 2-6, 5-7               |
| 2. | 29 ottobre 2022   | Las Vegas Challenger, Las Vegas       | Cemento       | Reese Stalder   | Julian Cash Henry Patten      | 4-6, 6(1)-7            |
| 3. | 4 marzo 2023      | Open Pau-Pyrénées, Pau                | Cemento       | Julian Cash     | Dan Added Albano Olivetti     | 6-3, 1-6, [8-10]       |
| 4. | 11 marzo 2023     | Challenger Lugano, Lugano             | Cemento (i)   | Hendrik Jebens  | Zizou Bergs David Pel         | 2-6, 6(6)-7            |
| 5. | 13 maggio 2023    | Danube Upper Austria Open, Mauthausen | Terra rossa   | Hendrik Jebens  | Romain Arneodo Sam Weissborn  | 4-6, 2-6               |
| 6. | 17 giugno 2023    | Open de Lyon, Lione                   | Terra rossa   | Hendrik Jebens  | Manuel Guinard Gregoire Jacq  | 4-6, 6-2, [7-10]       |
| 7. | 4 novembre 2023   | Ismaning Challenger, Ismaning         | Sintetico (i) | Hendrik Jebens  | Andre Begemann Sriram Balaji  | 6(4)-7, 4-6            |
| 8. | 9 marzo 2024      | Challenger Lugano, Lugano             | Cemento (i)   | Hendrik Jebens  | Sander Arends Sem Verbeek     | 7-6(9), 6(1)-7, [8-10] |
| 9. | 21 giugno 2025    | Emilia-Romagna Tennis Cup, Sassuolo   | Terra rossa   | Alexander Erler | Ryan Seggerman Matthew Romios | 6(4)-7, 6-3, [7-10]    |